# Scleronema micranthum
Scleronema micranthum là một loài thực vật có hoa trong họ Cẩm quỳ. Loài này được (Ducke) Ducke miêu tả khoa học đầu tiên năm 1937.